# Druschny (Kaliningrad)
Druschny (russisch Дружный) ist eine Siedlung in der russischen Oblast Kaliningrad. Sie gehört zur kommunalen Selbstverwaltungseinheit Munizipalkreis Gurjewsk im Rajon Gurjewsk.
Die Siedlung liegt am südlichen Stadtrand von Kaliningrad etwa 500 Meter östlich der Regionalstraße 27A-017 (ex A195) und ist an diese mit einer Zufahrtsstraße angebunden.  

## Geschichte
Druschny wurde im Jahr 1997 neu in das Ortsregister aufgenommen. Der Ort gehörte zunächst zum Dorfbezirk Nowomoskowski selski okrug, dann von 2008 bis 2013 zur Landgemeinde Nowomoskowskoje selskoje posselenije, von 2014 bis 2021 zum Stadtkreis Gurjewsk und seither zum Munizipalkreis Gurjewsk.

### Einwohnerentwicklung
| Jahr | Einwohner |
| ---- | --------- |
| 2002 | 319       |
| 2010 | 510       |
| 2021 | 732       |